# NGC 6124

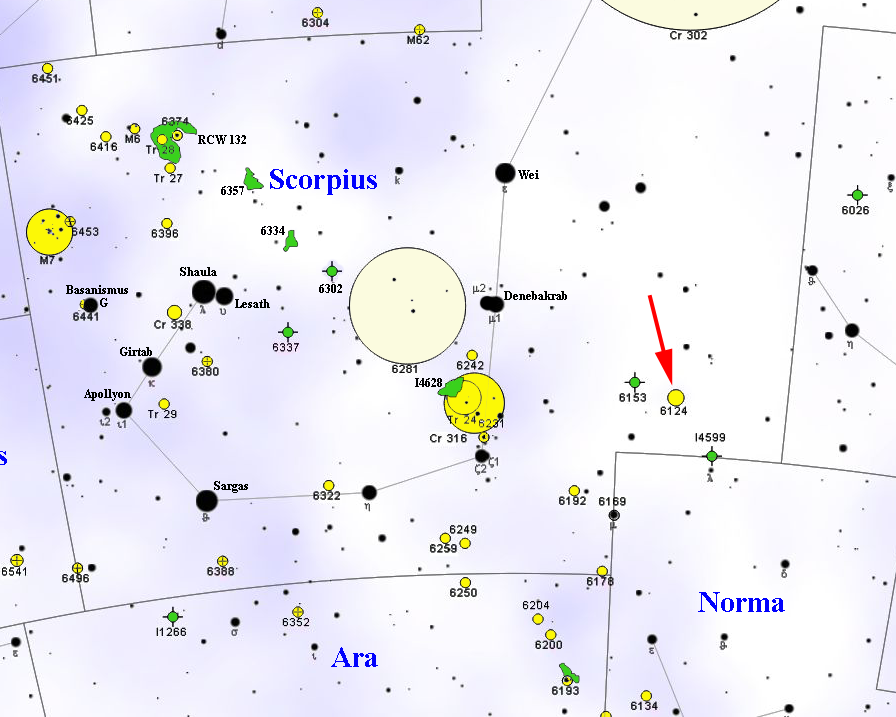
Poloha NGC 6124 v souhvězdí Štíra

NGC 6124 (také známá jako Caldwell 75) je otevřená hvězdokupa v souhvězdí Štíra vzdálená přibližně 1 500 světelných let. Objevil ji francouzský astronom abbé Nicolas-Louis de Lacaille v roce 1751.
Hvězdokupa je velká a jasná, obsahuje kolem 125 hvězd. Na obloze se nachází 5,5 stupně západně od optické dvojhvězdy Zéta Scorpii, u které se nachází další otevřená hvězdokupa NGC 6231. Za vhodných podmínek je viditelná i pouhým okem jako velmi slabá mlhavá skvrnka, v triedru uvidíme několik jejích nejjasnějších hvězd s magnitudou kolem 8,5 a ve středně velkém amatérském astronomickém dalekohledu se ukáže několik desítek hvězd. Hvězdokupa ve střední Evropě téměř nevychází nad obzor.